# Stenochironomus impendens
Stenochironomus impendens är en tvåvingeart som beskrevs av Art Borkent 1984. Stenochironomus impendens ingår i släktet Stenochironomus och familjen fjädermyggor. Inga underarter finns listade i Catalogue of Life.